# Sabana de Torres (ort)
Sabana de Torres är en ort i Colombia.   Den ligger i departementet Santander, i den norra delen av landet, 300 km norr om huvudstaden Bogotá. Sabana de Torres ligger 137 meter över havet och antalet invånare är 11 291.
Terrängen runt Sabana de Torres är platt. Runt Sabana de Torres är det glesbefolkat, med 19 invånare per kvadratkilometer. Det finns inga andra samhällen i närheten. Omgivningarna runt Sabana de Torres är en mosaik av jordbruksmark och naturlig växtlighet.